# Nhà xuất bản Ngoại ngữ
Nhà xuất bản Ngoại ngữ (FLPH) là văn phòng xuất bản tài liệu tiếng nước ngoài trung ương của Bắc Triều Tiên, nó được đặt tại khu Potonggang-guyok của thủ đô Bình Nhưỡng, Bắc Triều Tiên. Nó sử dụng một nhóm nhỏ người nước ngoài để sửa lại bản dịch các văn bản của Triều Tiên để làm cho những văn bản đó phù hợp với việc xuất bản bằng tiếng nước ngoài.
Nhà xuất bản chịu sự kiểm soát của Ban Tuyên truyền và Kích động của Đảng Lao động Triều Tiên, cơ quan này cũng đưa ra các quyết định liên quan đến các nhân viên của mình.
Nhà xuất bản Ngoại ngữ duy trì Naenara và cổng thông tin điện tử về các ấn phẩm của Cộng hòa Dân chủ Nhân dân Triều Tiên, và xuất bản các tạp chí định kỳ tại Tạp chí Triều Tiên, Triều Tiên hôm nay, Tạp chí Ngoại thương Cộng hòa Dân chủ Nhân dân Triều Tiên, và tờ Thời báo Bình Nhưỡng.
Nhà xuất bản Ngoại ngữ có đội tuyển thể thao giải công chức Paektusan..